# الحيمة (الشغادرة)

تعديل مصدري - تعديل

الحيمة هي إحدى قرى عزلة قلعة حميد بمديرية الشغادرة التابعة لمحافظة حجة، بلغ تعداد سكانها 174 نسمة حسب تعداد اليمن لعام 2004.